# Cagoule (Osarn)
Pour les articles homonymes, voir Cagoule (homonymie).
 (septembre 2008).
La Cagoule est une organisation politique et militaire clandestine de nature terroriste, active dans les années 1930 en France.
Originellement nommé Organisation secrète d'action révolutionnaire nationale (Osarn) par ses fondateurs, puis abrégé Osar, le groupe est devenu dans la presse Comité secret d'action révolutionnaire (CSAR) à la suite d'une faute dans un rapport d'informateur. Il est plus connu sous le surnom « la Cagoule », sobriquet choisi par Maurice Pujo pour exprimer son dédain envers cette organisation fondée par des dissidents de l'Action française.
D'extrême droite, anticommuniste, antisémite, antirépublicaine et proche du fascisme, la Cagoule commet plusieurs crimes de droit commun (assassinats, attentat à la bombe, sabotages et trafics d'armes). Parallèlement, elle tente une « intox » auprès de l'armée en ébruitant de fausses rumeurs relatives à une insurrection communiste. L'organisation est démantelée par la police en 1937-1938.
Après la défaite et l'armistice de 1940, certains anciens cagoulards optent pour la Résistance intérieure ou la France libre, tels le colonel Groussard ou Maurice Duclos. D'autres se rallient au régime de Vichy ou deviennent des « ultras » parisiens de la collaboration, notamment l'ex-dirigeant cagoulard Eugène Deloncle qui fonde le Mouvement social révolutionnaire.
Les rapports entretenus à divers degrés avec d'anciens cagoulards par certains hommes d'affaires et hommes politiques français, tels le fondateur du groupe L'Oréal, Eugène Schueller, et le président de la République François Mitterrand, ont maintenu l'attention publique sur l'organisation après la Seconde Guerre mondiale.

## Création

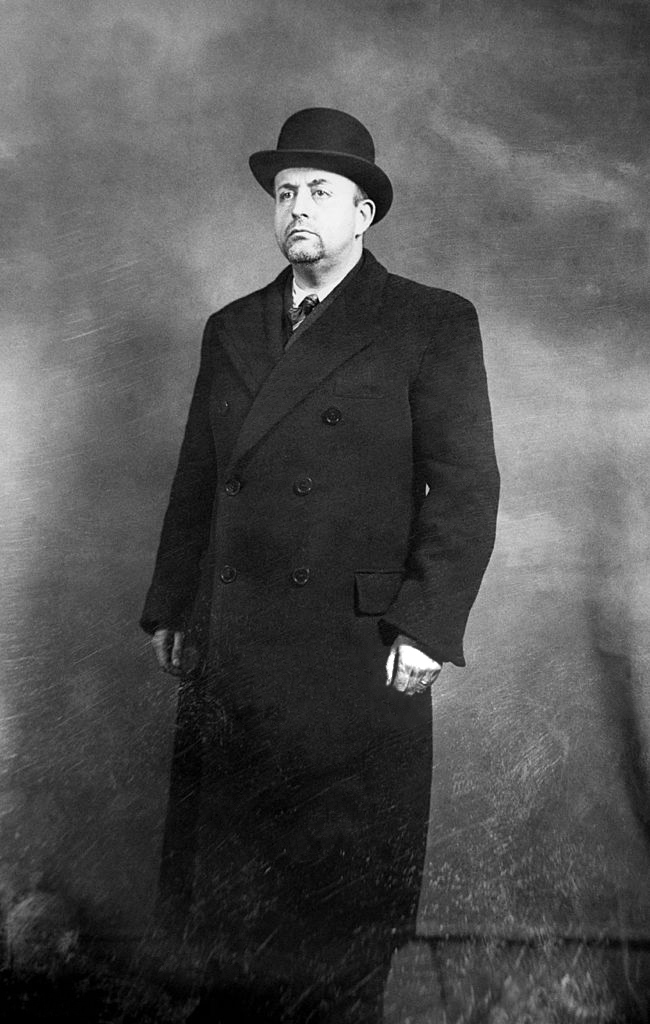
Eugène Deloncle, dirigeant de l'Osarn, photographié après son arrestation à Paris en novembre 1937.

Le 6 février 1934, une manifestation antiparlementaire organisée à Paris devant la Chambre des députés par des groupes de droite, des associations d'anciens combattants et des ligues d’extrême droite tourne à l'émeute.
La crise se poursuit dans les semaines suivantes avec de nouvelles manifestations violentes organisées par les ligues. À terme, soixante-dix des principaux membres de la 17e section des Camelots du roi protestent contre l'apathie de Charles Maurras et quittent le mouvement. Parmi eux se trouve Eugène Deloncle, qui fonde le Parti national révolutionnaire (PNR) en décembre 1935.
Le 13 février 1936, lors des funérailles de l'intellectuel d'extrême droite Jacques Bainville, la voiture de Léon Blum est interceptée fortuitement et celui-ci est violemment agressé. Le 18 juin 1936, le Front populaire de Blum dissout les ligues. Le même jour, le PNR se dissout et laisse la place à l'Osarn (« Organisation secrète d'action révolutionnaire nationale ») ou « Comité secret d'action révolutionnaire » (CSAR). Sa tête pensante est Eugène Deloncle, son bras-droit Jean Filiol.

### Organisation

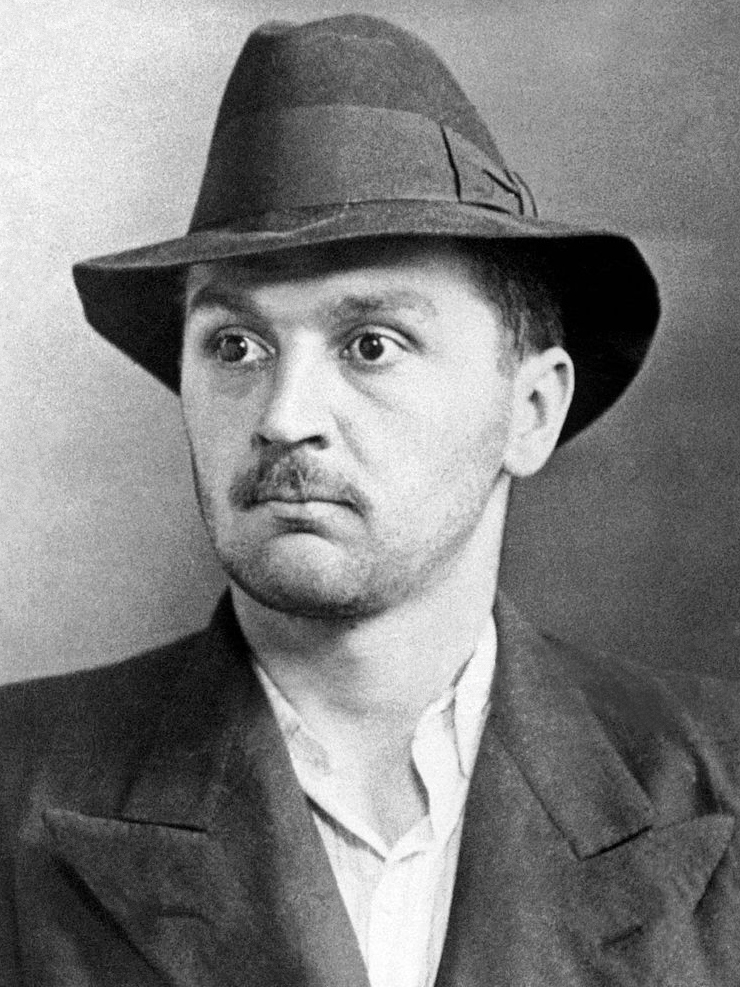
Jean Filiol, photographie parue dans Le Populaire, organe du Parti socialiste (SFIO), no 5448, 14 janvier 1938.

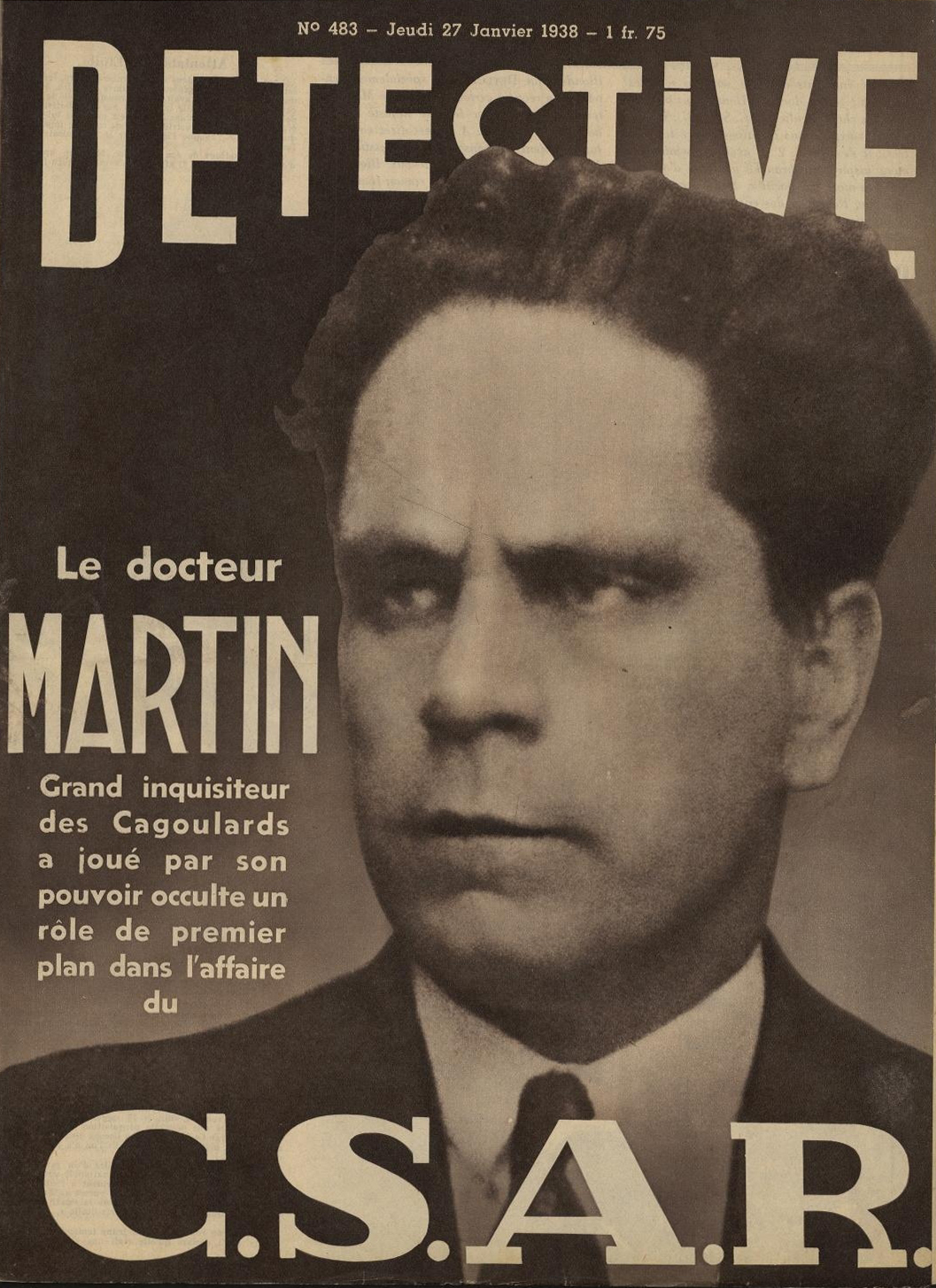
Le docteur Henri Martin, photographie publiée dans le magazine Détective, no 483, 27 janvier 1938.

Après avoir été soigneusement sélectionnés, les membres du groupe se soumettent à un rite d'initiation sur le modèle de la franc-maçonnerie, et adoptent un pseudonyme. La plupart appartiennent à la bourgeoisie ou aux milieux aisés (ingénieurs, cadres, etc.).

« La direction est organisée sur le modèle de l'armée, dans un état-major comprenant 4 bureaux : discipline, recrutement, organisation (responsable Deloncle), renseignements (docteur Martin), instruction-opérations (colonel Cachier), transports-munitions (colonel Benoit puis Moreau de la Meuse). À la tête se trouve le chef, Deloncle assisté d'une sorte de conseil privé informel dont font partie Jean Filiol, Corrèze, Jeantet et Henry Deloncle : tous proviennent de l'Action française.
 Le dispositif de terrain n'est pas sans rappeler celui des dispos : petites unités de base, dizaine puis trentaine. Chaque brigade comprend deux régiments, chaque régiment deux ou trois bataillons, chaque bataillon est formé de 3 unités et chaque unité comporte 3 cellules. Tous les hommes sont armés de pistolets ou de fusils de chasse pour les échelons les plus bas. Chaque unité est pourvue d'un fusil-mitrailleur. Le fichier des adhérents est codé à l'instar de celui des Croix-de-Feu, la technique de codage étant beaucoup plus sophistiquée. Organisation militaire perfectionnée, certes, elle tient autant de l'organisation autoritaire et hiérarchisée de l'armée que de l'entreprise. C'est qu'il arrive à Deloncle, son concepteur, de traiter ses hommes comme de simples salariés. »

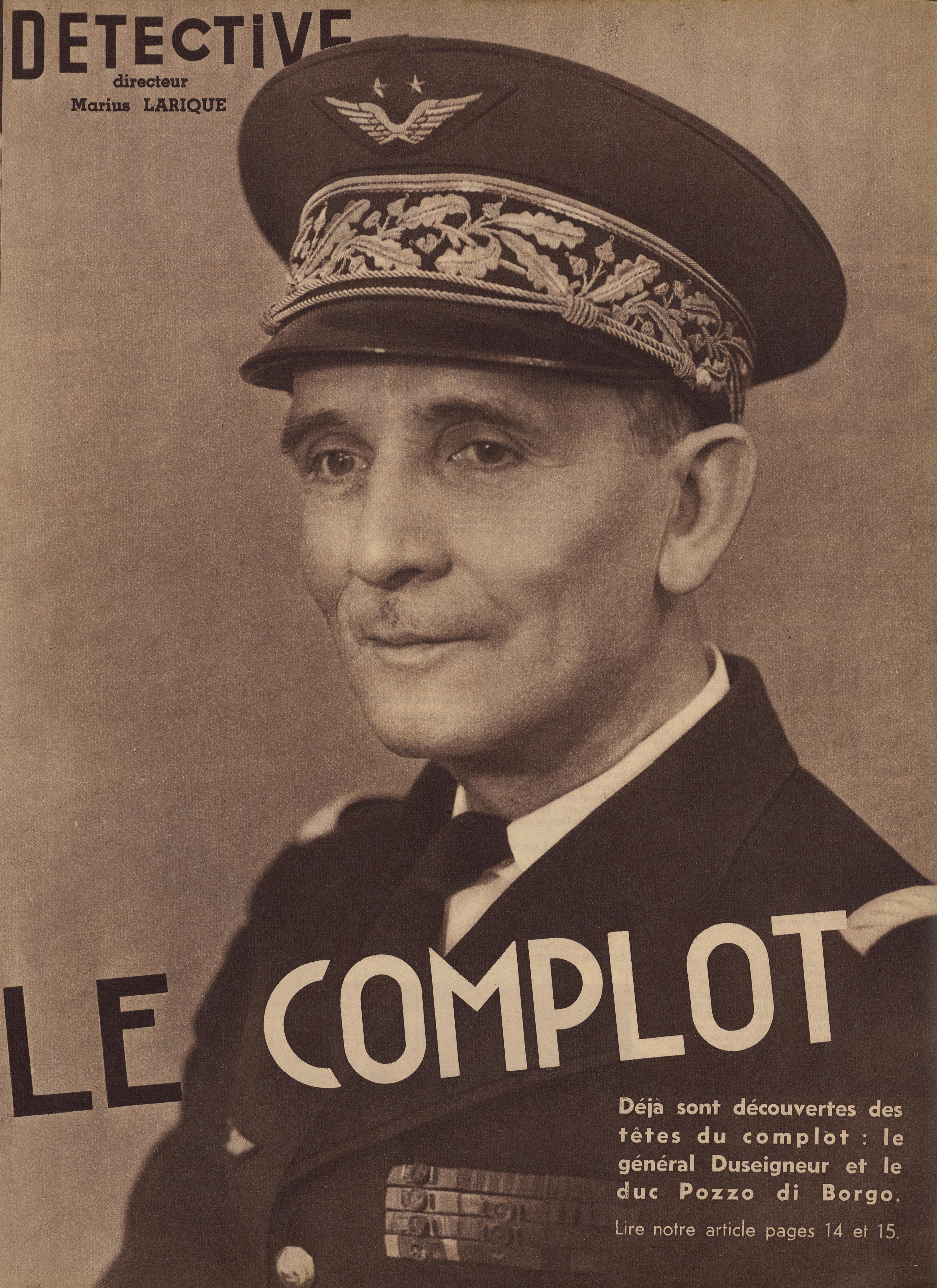
Le général Duseigneur.
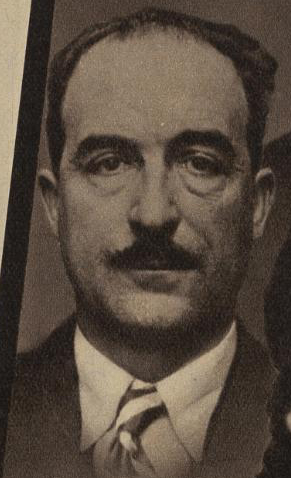
François Méténier.
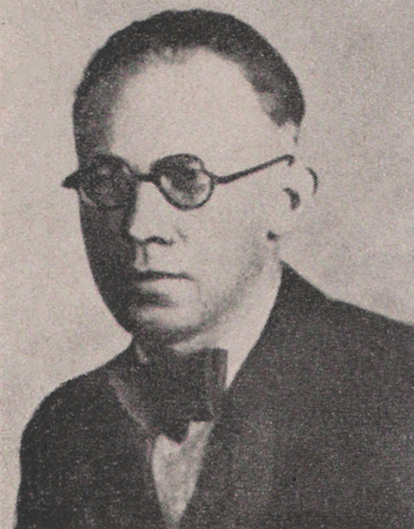
Aristide Corre.
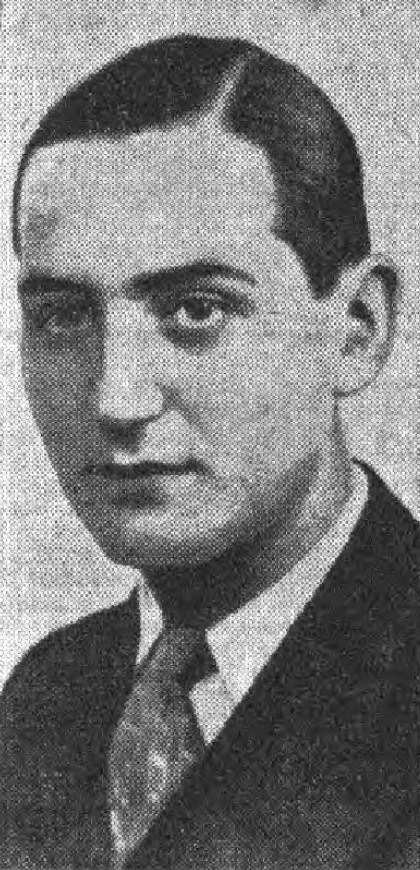
Jacques Corrèze.
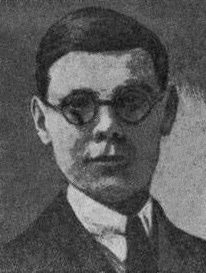
Gabriel Jeantet.

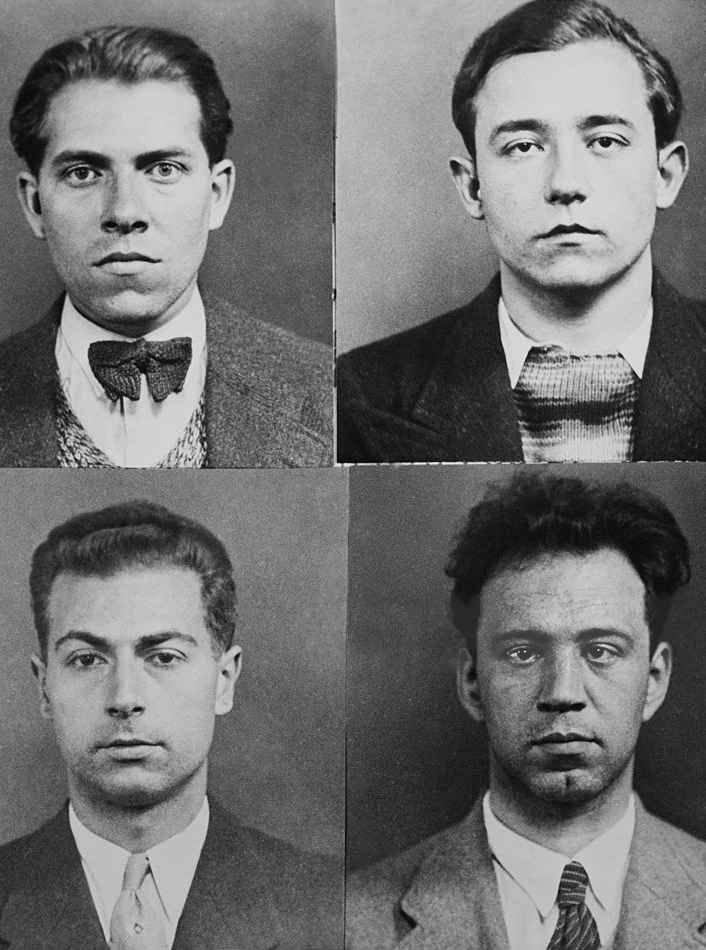
De gauche à droite et de haut en bas : les cagoulards Paul Renne, Robert Léger, Henri Place et Michel Harispe.

Si l'Action française sait que l'Osar existe, c'est qu'une partie non négligeable des dirigeants sont d'anciens camelots ou simplement, d'anciens militants. C'est aussi le cas de Maurice Cochinaire, de Nancy, chef de la Cagoule d'Alsace-Lorraine ; il a été trésorier de l'Action française à Nancy en 1924[réf. nécessaire] et responsable des Camelots du roi pour l'Est jusqu'en 1936. Mais pour les membres de la Cagoule, lassés de l'attentisme de Pujo et de Maurras, l'heure est venue d'agir. En janvier 1935, Deloncle démissionne et fonde, dans le secret le plus absolu, l'organisme conspirateur.
La Cagoule prétend œuvrer à l’échec d'un « complot communiste » (dont le Front populaire serait selon elle une étape) et entend pour ce faire s'emparer du pouvoir à l'occasion d'un coup d’État. De nombreux contacts sont pris dans cette optique auprès d'officiers de l'armée.
En raison de sa composition sociologique, le groupe bénéficie de rapports privilégiés avec les milieux industriels et économiques. Ainsi, pour satisfaire ses besoins financiers, il peut compter sur les apports de la Fédération nationale des contribuables dirigée par le PDG de Lesieur, Jacques Lemaigre Dubreuil. Ami intime d’Eugène Deloncle et fondateur de la société L'Oréal, Eugène Schueller met ses moyens personnels à la disposition de la Cagoule qui organise des réunions dans son propre bureau du siège de la société. En outre, il aide financièrement l'organisation. Michelin finance également le mouvement à hauteur de trois millions.
Des jeunes gens, amis et étudiants pour la plupart, résidant à l’internat des pères maristes, au 104, rue de Vaugirard à Paris, fréquentent alors les chefs de la Cagoule. Sans que tous adhèrent au mouvement ou fassent état publiquement d'une quelconque approbation, il y a parmi cette bande d'amis Pierre Bénouville, issu de l'Action française, François Mitterrand, Claude Roy et André Bettencourt. Le nom de Georges Loustaunau-Lacau, officier de l'armée française et fondateur des réseaux Corvignolles, apparaît également.

## Action subversive

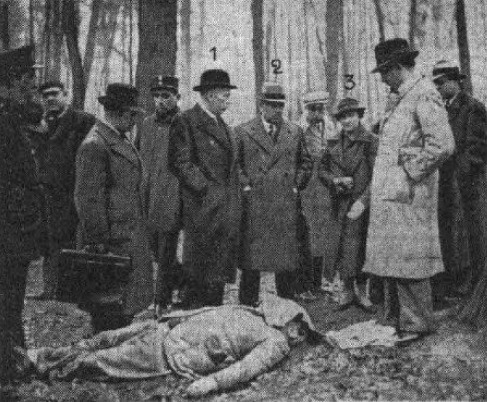
Policiers et témoins autour du cadavre de Dimitri Navachine,
photographie parue dans Le Petit Parisien, no 21882, 26 janvier 1937.

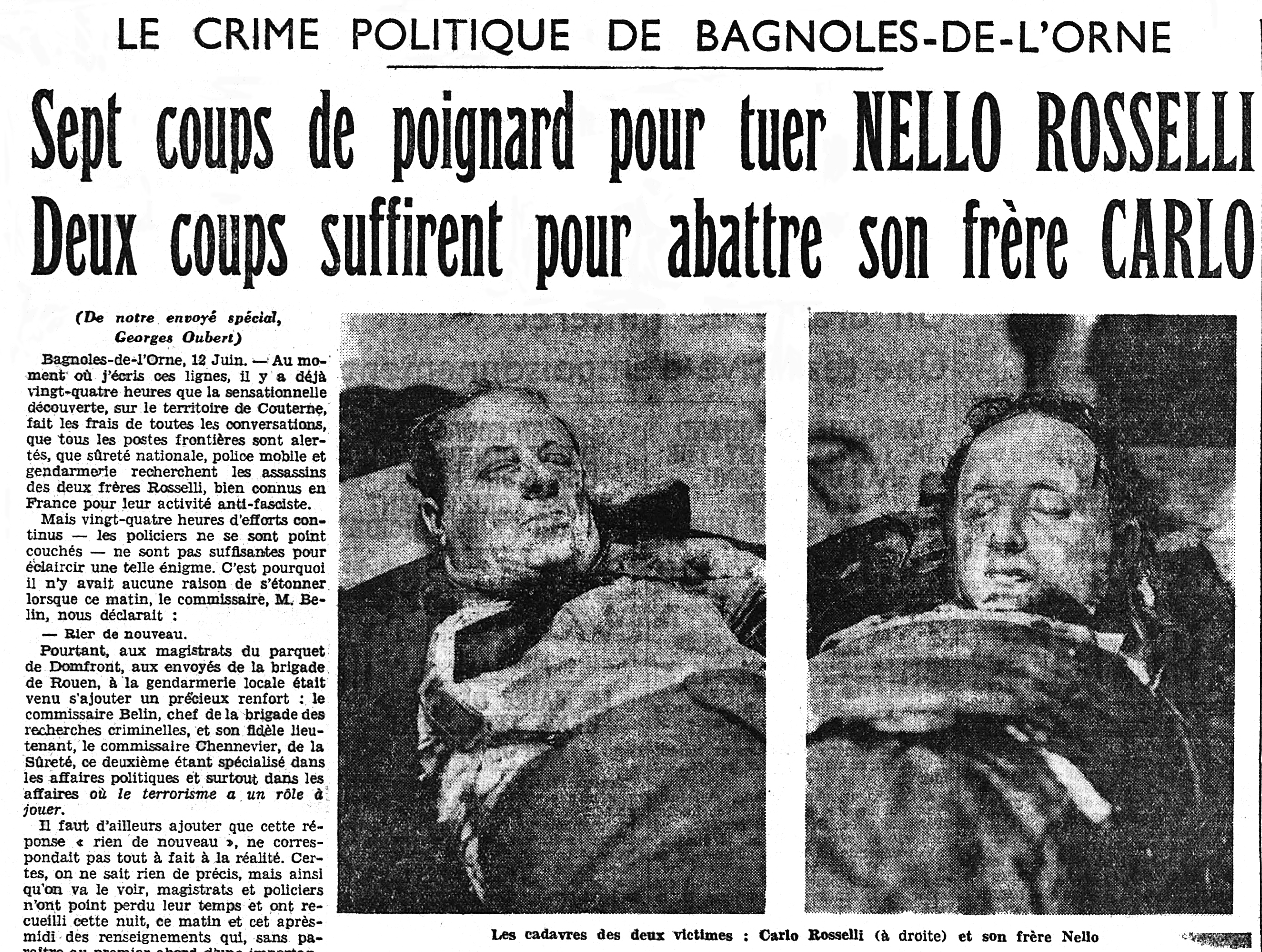
Cadavres des frères Carlo et Nello Rosselli, Italiens antifascistes assassinés par la Cagoule à Bagnoles-de-l'Orne,
photographie parue dans Le Petit Journal, 13 juin 1937.

Anticommuniste, antisémite et antirépublicain, ce mouvement de tendance fasciste mène, à partir de 1936, des actions de déstabilisation de la République.
Gabriel Jeantet affirme au journaliste Philippe Bourdrel que Deloncle et Duseigneur rencontrent le général Giraud à Nancy en 1936. D'après les souvenirs laissés par le docteur Martin, Giraud, alors gouverneur militaire de Metz, aurait promis son aide à Deloncle en cas de soulèvement communiste. Le chef de l'Osarn lui aurait annoncé que les cagoulards se rangeraient sous ses ordres en échange. Très satisfait, Giraud se serait montré « évidemment d'accord pour travailler avec les gens de l'Osarn et souhaite la meilleure réussite à l'entreprise de Deloncle et Duseigneur… »,. Les biographes de Giraud ne mentionnent pas cet entretien. Par ailleurs, de Gaulle n'a jamais été accusé d'appartenir à la Cagoule hormis une évocation sans la moindre preuve par Henry de Kérillis, ancien député de Neuilly-sur-Seine dans un pamphlet publié en 1945.
Le maréchal Franchet d'Espèrey accueille favorablement Deloncle et Duseigneur, et promet son soutien à la condition qu'ils assassinent quelqu'un pour montrer leur détermination ; ce sera Dimitri Navachine, journaliste et économiste russe en affaire avec l'URSS, directeur de la Banque commerciale pour l'Europe du Nord de 1925 à 1930 et ami personnel du ministre Anatole de Monzie, lequel fit reconnaître l'URSS par la France et négocia le remboursement de l'emprunt russe. Il est assassiné de six coups de baïonnette tronquée, dont un en plein cœur, par Filiol le 23 janvier 1937, avenue du Parc-des-Princes, entre le bois de Boulogne, dont il rentrait comme à son habitude à 10 h 30, et son domicile du 28, rue Michel-Ange.

### Règlements de comptes internes: Maurice Juif et Léon Jean-Baptiste
L'organisation exerce aussi une répression impitoyable auprès de ses membres coupables d'indélicatesses. Sont ainsi assassinés Léon Jean-Baptiste en octobre 1936 et Maurice Juif, le 8 février 1937, probablement pour des malversations financières. Ces deux personnages servent d'intermédiaires dans le cadre de livraisons d'armes à l'insurrection franquiste en Espagne. Ils en profitent pour détourner de fortes sommes et mener la grande vie dans le sud de l'Espagne déjà conquis par Franco. L'assassinat de Léon Jean-Baptiste est camouflé au moyen d'une édition « pirate » du quotidien Diario de Salamanca diffusée en France. Ce journal relate la mort de « l'héroïque volontaire français Raymond Petit », tombé au combat dans les rangs des miliciens franquistes. La photo qui illustre l'article est celle de Léon Jean-Baptiste. L'article en question remplace un article authentique ayant pour sujet les disparitions mystérieuses d'habitants de Madrid, alors assiégée et objet de furieux combats. Un tel camouflage suppose probablement des complicités d'un certain niveau avec l'état-major de Franco.

### Affaire Roidot ou affaire des poisons de la Cagoule
Une autre tentative d'assassinat liée à la Cagoule est la très rocambolesque « affaire Roidot » ou « affaire des poisons » :
Un des adhérents de la Cagoule (désignés comme « abonnés » dans le jargon interne) est un centralien de 35 ans, Henri Roidot, ami de Jacques Corrèze. Passionné de tir et spécialiste des armes, il s'est également inscrit en faculté de médecine, est stagiaire à l'Institut Pasteur où il s'intéresse au dosage des poisons et étudie les bacilles mortels, en particulier la toxine botulique sous couvert de recherches sur l'hygiénisation de l'eau potable.
Il a installé un laboratoire bien équipé dans son appartement parisien. Ne pouvant voler les souches bacillaires sur son lieu de travail, il forge avec la complicité d'Aristide Corre (autre cagoulard du premier cercle, pseudonyme Dagore) de faux documents, des bons de commande de ces bacilles censés émaner de l'hôpital de la Pitié Salpétrière et les fait présenter, le 10 mars 1937, aux services du professeur Legroux, chercheur à l'Institut Pasteur. Le tampon grossièrement contrefait de l'hôpital de la Pitié intrigue le Pr Legroux, qui téléphone à cet hôpital, apprend l'imposture, et remet au garçon de courses des souches bactériennes inactives, avant de prévenir la police. Roidot s'enfuit et son appartement, perquisitionné, s'avère recéler de quoi empoisonner des milliers de personnes. Toutefois, une seule tentative de meurtre est avérée : un « traître à la Cagoule », un certain Sallé doit être empoisonné par un autre « abonné » nommé Billecocq en versant de la toxine bactérienne dans une tasse de café servie à une terrasse parisienne.
Billecocq, cependant, prend peur, ne passe pas à l'acte et se justifie en disant que le café était « trop chaud pour que la toxine fasse son office ». Sallé sera « traité » la semaine suivante par d'autres cagoulards dans la forêt de Rambouillet.

### Une organisation satellite à Nice: les «Chevaliers du Glaive» etJoseph Darnand
Une organisation ayant des liens idéologiques et opérationnels avec la Cagoule s'est développée dans la région de Nice : intitulée (quelque peu emphatiquement) Les Chevaliers du Glaive, elle a pour principaux chefs Joseph Darnand (futur chef de la Milice de Pétain) et Agnely.
Ses rites d'adhésion, inspirés du rituel d'initiation de la franc-maçonnerie, comportent une mise en scène volontairement dramatisée. Pour autant, il ne s'agit aucunement d'une organisation terroriste « d'opérette » : par sa proximité géographique avec l'Italie de Mussolini, la région de Nice se prête à l'importation clandestine d'armes manufacturées en Italie destinées à la Cagoule, à bord des camions de l'entreprise de transports d'Agnely.
Le livre du journaliste Raymond Tournoux, publié au début des années 1960, attribue aussi à cette organisation le sabotage à l'explosif de navires destinés à transporter vers l'Espagne républicaine du matériel humanitaire ou des armes, en contradiction avec la politique de non-intervention imposée par la Grande-Bretagne. À cette époque a été créée une organisation liée au Parti communiste français : la compagnie France-Navigation. Ses navires sont les cibles privilégies des saboteurs gravitant autour de Joseph Darnand et des Chevaliers du Glaive.
Le mouvement tisse des liens avec des dirigeants fascistes du gouvernement de Benito Mussolini en Italie et achemine des armes au général putschiste Francisco Franco en Espagne,. En échange, la Cagoule obtient un appui financier. Les frères Carlo et Nello Rosselli, deux intellectuels antifascistes italiens, sont ainsi assassinés le 9 juin 1937 pour le compte des services de renseignement fascistes à Bagnoles-de-l'Orne. L'Osarn reçoit des armes du gouvernement italien en contrepartie. Le 29 juillet 1937, le groupe organise la destruction sur l'aérodrome de Toussus-le-Noble d'avions destinés à l’Espagne républicaine.

### Assassinat des frèresCarloetNello Rossellien lien avec les services secrets deMussolini:Bagnoles-de-l'Orne, juin 1937
La Cagoule, qui veut fomenter un coup d'État en France et dispose de complicités au sein de la hiérarchie militaire française, a tissé des liens avec les services secrets de l'Italie fasciste (notamment le commandant Natale et le général Roatta) et l'entourage du général Franco en Espagne (alors en pleine guerre civile), afin de se procurer en quantité des armes individuelles, en particulier des pistolets mitrailleurs, des fusils mitrailleurs et autres armes automatiques dont l'armée française n'est pas encore équipée. Les services secrets mussoliniens décident de tester l'efficacité de la Cagoule en commanditant l'élimination physique de deux intellectuels italiens antifascistes de premier plan, les frères Carlo et Nello Rosselli, réfugiés en France, avec pour contrepartie la fourniture de mitraillettes semi-automatiques Beretta. Les deux opposants italiens sont en cure dans la paisible station thermale normande de Bagnoles-de-l'Orne lorsque, le 9 juin 1937, une 402 Peugeot bloque leur vieille Ford par une queue de poisson sur le bord de la route Bagnoles-de-l'Orne - Alençon : deux tueurs de la Cagoule, Alain Jakubiez et Jean Filiol massacrent les deux frères à l'arme blanche (une baïonnette raccourcie et munie d'un manche, arme emblématique de la Cagoule). La logistique de cette opération de commando a par ailleurs mobilisé sept autre cagoulards, dont Aristide Corre, Fauran, Pureux et Jean-Marie Bouvyer. L'Italie fasciste honore ce sanglant « contrat » et livre 100 mitraillettes qui sont retrouvées dans des caches d'armes lors du démantèlement de l'organisation fin 1937.

### Les attentats terroristes de l'Étoile

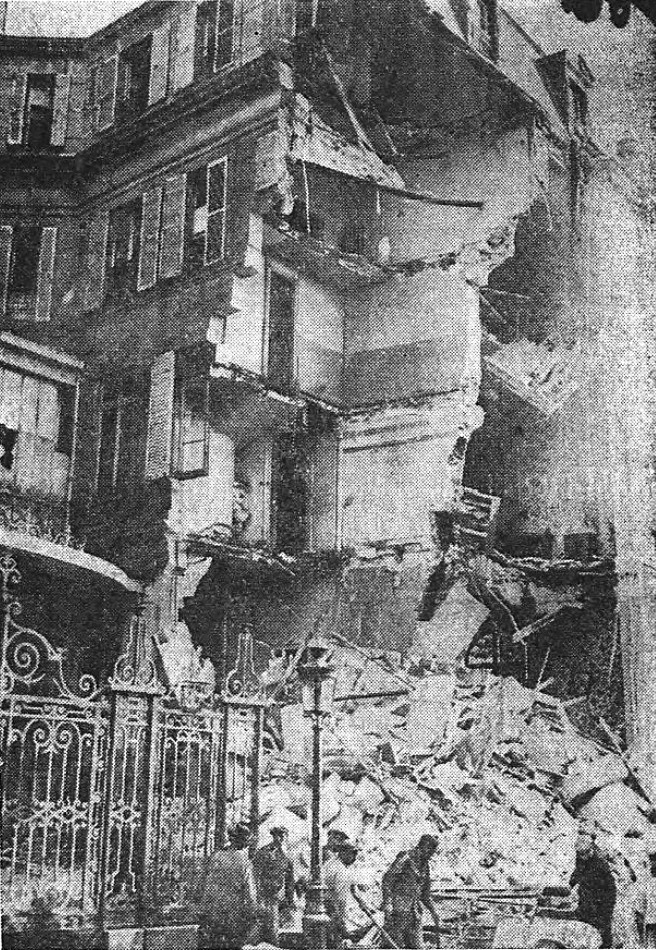
Attentat perpétré par la Cagoule le 11 septembre 1937 au siège de la Confédération générale du patronat français, rue de Presbourg, près de la place de l'Étoile.
Photographie publiée dans Le Populaire, organe du Parti socialiste (SFIO), no 5445, 11 janvier 1938.

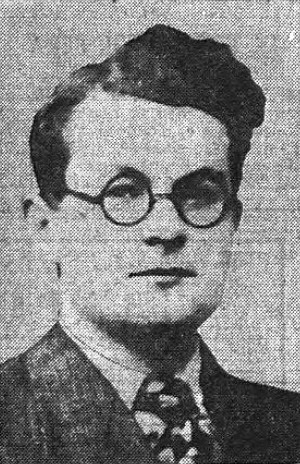
Le cagoulard Pierre Locuty, auteur du double attentat terroriste.
Photographie publiée dans Le Populaire, 12 janvier 1938.

Le 11 septembre 1937, afin d’en faire accuser les communistes, l'Osarn commet deux attentats à la bombe à Paris, connus sous le nom d'« attentats de l'Étoile » en raison de leur proximité avec la place de ce nom. Cette manœuvre de provocation vise la confédération générale du patronat français, au 4, rue de Presbourg et l'Union des industries et métiers de la métallurgie, au 45, rue Boissière. Les gardiens de la paix Victor Legnier et Maxime Trichet, en faction rue de Presbourg, sont tués par l'explosion. L'enquête permet d'établir la responsabilité de Pierre Locuty, membre de la cellule des « Enfants d'Auvergne » dirigée par François Méténier.
Pierre Michelin, fils de l'un des fondateurs de l'usine, est lui-même suspecté d'avoir aidé au financement de cette section de la Cagoule. Plus encore, dans une interview accordée à l'hebdomadaire Marianne à la fin de janvier 1938, un enquêteur dévoile que Pierre Michelin était l'un des chefs de cette section. Plusieurs de ces membres appartiennent à l'encadrement de l'usine Michelin.
Le 11 janvier 1938, dans les journaux L'Ouest-Éclair et Excelsior, Marx Dormoy annonce l’arrestation de trois des auteurs des attentats de l’Étoile : l'ingénieur de Michelin, Pierre Jules Locuty, qui passe aux aveux, François Méténier, ingénieur, un ancien industriel à Chamalières, qui est le principal suspect et l’industriel Moreau de la Creuse. Moreau de la Creuse et Méténier nient toute participation, mais l’ingénieur Henri Vogel est arrêté à son tour à la suite des aveux de Locuty. Le lien avec le CSAR est ainsi établi.

### Le putsch raté de la nuit du 15 au 16 novembre 1937
Deloncle et ses hommes veulent faire un gros coup en évoquant l'imminence d'une prise de pouvoir par les communistes. Considérant que le climat anticommuniste est propice, tandis que la surveillance policière envers son propre mouvement s'intensifie, Deloncle mobilise les troupes cagoulardes à Paris.
Cependant, les militaires chargés de vérifier le soi-disant soulèvement communiste s'aperçoivent du bluff et ne s'associent pas à l'aventure. Constatant son échec, Deloncle annule toute l'opération, provoquant ainsi la fureur de Jean Filiol. À 5 heures du matin, les groupes de cagoulards reçoivent la consigne de se disperser.
Un grand nombre de cadres de la Cagoule trouve refuge en Espagne franquiste, où ils se mettent au service du camp putschiste.

### Réactions dans les médias et dans l'opinion
Les réactions de la presse dans l'exposition au grand jour des divers complots de la Cagoule sont très diverses.
La presse de gauche (le quotidien socialiste Le Populaire et la presse communiste, au premier rang de laquelle L'Humanité) croient à la réalité du complot, avec quelques bonnes raisons ; en particulier l'ex-camelot du roi devenu le « tueur de la Cagoule », Jean Filiol, a très probablement trempé dans l'attentat visant à lyncher Léon Blum le 13 février 1936, boulevard Saint-Germain, comme le révèle ultérieurement le procès d'après guerre. Cet attentat est le déclencheur de la dissolution de l'Action française et d'autres ligues d'extrême droite par le gouvernement d'Édouard Daladier et de son ministre de l'Intérieur Albert Sarraut, les éléments les plus extrémistes de ces partis dissous rejoignant la mouvance clandestine de La Cagoule.
Charles Maurras, dont l'organisation vient d'être interdite et qui a toujours détesté avoir de la concurrence sur le terrain politique de l'extrême droite, fulmine contre « l'internationale noire qui n'est pas sans rappeler l'internationale rouge » et contre « les singeries de loge et d'atelier » (les cérémonies d'intronisation dans les organisations cagoulardes, qui sont inspirées des rites d'initiation à la franc-maçonnerie).
Le reste de la presse de droite a une attitude nettement différente : violemment opposée au gouvernement de Front populaire qui entre en fonction en juin 1936, elle choisit souvent de traiter le complot cagoulard comme une blague, un roman-feuilleton, une « fumisterie » inventée de toutes pièces par les services du ministre de l'Intérieur du gouvernement Blum, le député-maire de Montluçon, Marx Dormoy, qui va dès lors concentrer sur sa personne à la fois la haine des cagoulards mais aussi les quolibets et les caricatures de la presse de droite. Il est abondamment raillé par un chansonnier antirépublicain, Augustin Martini, qui le rebaptise FantoMarx, par référence à son apparence physique qui pourrait être celle d'un démiurge d'opérette (front largement dégarni, yeux brillants et abondante barbe poivre et sel) et qui inspire la verve des caricaturistes de droite comme Jean Sennep.

### Assassinat de Marx Dormoy
Après l'échec de leur coup d'État dans la nuit du 15 au 16 novembre 1937, le complot est révélé au grand jour. Le ministre de l'Intérieur Marx Dormoy fait démanteler l'organisation, le 23 novembre. Des caches d’armes réparties sur tout le territoire sont découvertes. En 1938, plus de cent vingt membres de la Cagoule sont arrêtés, dont le général Édouard Duseigneur et le duc Joseph Pozzo di Borgo, respectivement président et vice-président de l’Union des comités d’action défensive (UCAD), qui aurait été la couverture politique de la Cagoule. Cela ne permet cependant pas de détruire complètement ses ramifications dans les milieux économiques, en particulier dans les grandes entreprises (Renault, Michelin, L'Oréal, Lesieur etc.) qui, selon les Renseignements généraux et la police judiciaire, ont financé le mouvement terroriste. Le 5 juillet 1941 Marx Dormoy sera assassiné à l'hôtel du Relais de l'empereur à Montélimar par d'anciens membres de l'organisation terroriste, en représailles.

## Pendant la Seconde Guerre mondiale

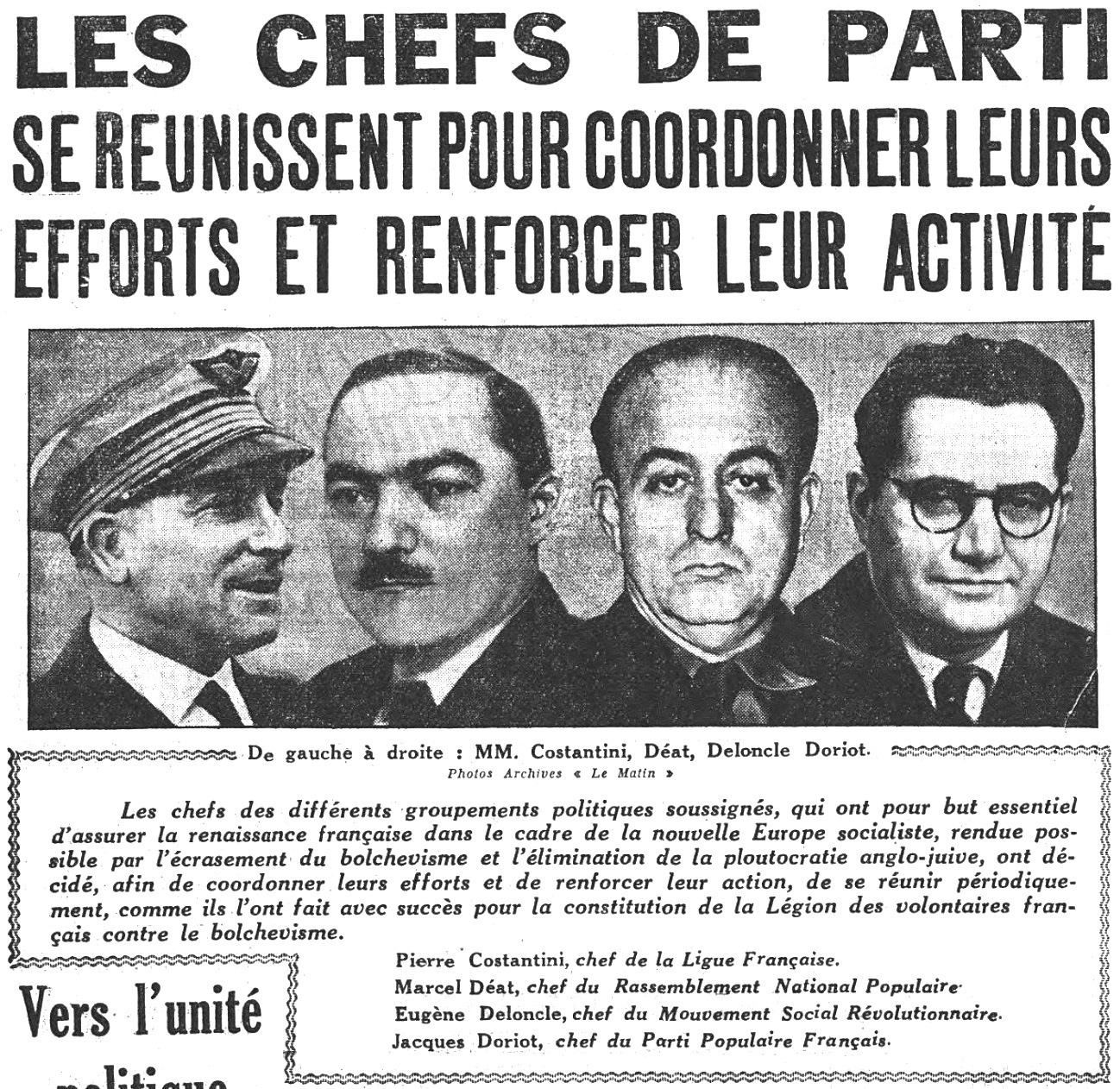
Les chefs des principaux partis collaborationnistes en 1941. De gauche à droite : Costantini (Ligue française), Déat (RNP), Deloncle (MSR) et Doriot (PPF),
photographies parues dans Le Matin, no 20992, 10 octobre 1941.

Après l'armistice de juin 1940, plusieurs anciens membres ou ex-sympathisants de la Cagoule se rallièrent au régime de Vichy. Parmi eux, beaucoup d'adeptes de la « France seule » croient en un double jeu de Pétain. Cet espoir se dissipe progressivement après l'entrevue de Montoire.
- André Bettencourt dirige l'organe de propagande antisémite La Terre française, il rejoint la Résistance au début 1943 selon ses mémoires (bien que ses biographes ne retrouvent de trace d'engagement qu'à partir de 1944) ;
- Eugène Deloncle, fonde le Mouvement social révolutionnaire (MSR), qui fusionne un temps avec le Rassemblement national populaire (RNP) de Marcel Déat ; il est assassiné par la Gestapo en 1944, en raison de ses liens avec l'amiral Canaris ;
- Gabriel Jeantet attaché au cabinet du maréchal Pétain, il rejoint plus tard la Résistance et est arrêté et déporté en 1944 ;
- le docteur Henri Martin, fasciste antiallemand, s'oppose à Laval et Darlan avant d'être incarcéré par Pucheu : il s'évade pour rejoindre le maquis. Il participe à la libération de Lyon puis s'engage dans la VIIe armée américaine ;
- Jacques Corrèze membre de la LVF ;
- Jean Bassompierre, membre de la LVF puis de la division Charlemagne des Waffen-SS ;
- Jean Filiol, Mouvement social révolutionnaire (MSR), puis responsable de la Milice dans le Limousin ;
- Jean-Marie Bouvyer, complice du meurtre des frères Rosselli et chef du service d'enquête du Commissariat général aux questions juives à partir d'avril 1944 ;
- Joseph Darnand, chef de la Cagoule à Nice, il fonda le Service d'ordre légionnaire en zone nord, qui fut interdit par l'armée Allemande. Il fut l'un des piliers de la collaboration. Fondateur de la Milice, il devint Obersturmführer de la SS, et secrétaire au maintien de l'ordre du gouvernement de Vichy ;
- Maurice Cochinaire, responsable de la Cagoule pour l'Alsace-Lorraine ; il revient à Nancy en janvier 1944 pour y créer et diriger l'antenne locale de la Milice française[n 3] ;
- Eugène Schueller (fondateur de l'Oréal) ;
- François Méténier ;
- Simon Arbellot ;
- Yves Dautun.

Certains cagoulards étaient de fervents nationalistes, anti-allemands et hostiles à toute compromission avec l'occupant. La lutte pour la libération de la patrie devient donc une priorité. La victoire soviétique de Stalingrad en 1943 fait comprendre que l'Armée rouge de Staline écrasera le Reich et apportera la victoire militaire aux Alliés.
Certains de ces adeptes du complot et de l'action clandestine optent pour la Résistance :
- Corvisart ;
- Alfred Heurteaux : fondateur du réseau Hector ;
- Claude Hettier de Boislambert, qui devient dès juin 1940 un proche collaborateur du général de Gaulle ;
- Claude Lamirault : rejoint Londres en octobre 1940, sera parachuté pour créer le réseau Jade-Fitzroy ;
- Joseph Pozzo di Borgo, Aristide Corre, Michel Harispe ;
- Léon Faye, François Méténier[réf. nécessaire] : membres du réseau Alliance ;
- Maurice Duclos également l'un des premiers à rejoindre Londres, avait fait de la prison dans les années 1930 à la suite d'une affaire de trafic d'armes pour le CSAR ;
- Paul Dungler : fondateur du réseau Septième colonne d’Alsace ;
- Pierre Bénouville ;
- Pierre Fourcaud : fondateur du réseau Brutus. Il a été désigné comme un ancien membre de la Cagoule par Duclos, l'a nié lui-même avant d'avouer à Dewavrin en avoir fait partie avant de la quitter à la suite d'un attentat violent[réf. nécessaire].

André Dewavrin, qui travaillait à Londres avec Duclos et Fourcaud a été accusé par André Labarthe d'avoir fait partie de la Cagoule avec la carte no 93, sans que cette accusation puisse être fondée. En fait, Labarthe, qui a fait des études supérieures de physique, a assimilé Dewavrin (dont les opinions politiques sont inconnues, mais qui a pris comme nom de guerre "Passy", une station de métro parisien, une pratique venue de la Cagoule et conseillée par Fourcaud) à l'"élément 93" (Le Neptunium, isotope artificiel transuranien alors inconnu et en cours de synthèse), c'est cette plaisanterie assez perfide qui donnera naissance à la rumeur en question.
Pendant la guerre, le réseau d'influence de la Cagoule semble donc s'étendre à la fois au cœur de la France libre et dans le régime de Vichy. C'est ainsi, par exemple, que le 20 août 1940, Maurice Duclos envoyé en France par de Gaulle, peut rencontrer des proches collaborateurs du maréchal Pétain par l'intermédiaire de Gabriel Jeantet.
L'ancien cagoulard Georges Groussard fonde les groupes de protection du maréchal Pétain mais aussi le réseau de Résistance « Gilbert » alors que Jacques Lemaigre Dubreuil, ancien financier du journal L'Insurgé (dont les locaux avaient servi préalablement de siège au Parti national révolutionnaire et social de Deloncle), soutient le général Giraud, quand Jacques Corrèze, après avoir combattu sur le front de l'Est rentre en France au sein d'un réseau de résistance.

## L'après-guerre

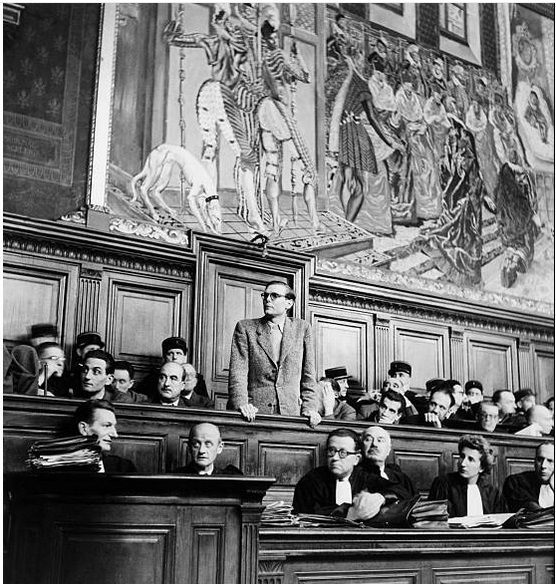
Gabriel Jeantet et les autres anciens cagoulards inculpés durant le procès tenu en 1948.

Le dossier d'instruction du procès de la cagoule, disparu lors des tribulations de l'exode de juin 1940 et de la fuite du Parlement à Bordeaux, a été activement recherché tant par la fraction collaborationniste des cagoulards que par la police allemande après l'invasion allemande de la zone non-occupée. En 1945, lors de la reddition de la garnison de Bordeaux, le magistrat-instructeur Béteille, menant une enquête minutieuse, retrouve des témoins de l'époque et finit par dénicher le dossier complet et intact, soigneusement camouflé dans un faux-plafond des toilettes du tribunal de la petite ville de Lesparre-Médoc, en Gironde. L'instruction et le processus judiciaire peuvent donc reprendre sans délai.
À la Libération, Jean-Marie Bouvyer bénéficie du témoignage en sa faveur de François Mitterrand, passé à la Résistance en 1942. En effet, Bouvyer a caché chez lui du matériel et fabriqué de faux papiers pour le Mouvement national des prisonniers de guerre et déportés, le mouvement dirigé par François Mitterrand et Maurice Pinot. D'autres témoins, comme le capitaine FFI Maubois, ont également attesté de services rendus. Bouvyer a noué une amitié personnelle avec François Mitterrand. Lors de son procès, il affirme avoir renié ses idées des années 1930, se disant prêt à dénoncer tous les dirigeants de la Cagoule qu'il connaît et même à s'entendre avec les communistes autrefois abhorrés. La mère de Jean-Marie Bouvyer devient en 1946 la marraine de Jean-Christophe Mitterrand. François Mitterrand, sans avoir jamais été cagoulard,, entretient ainsi des rapports avec certains anciens dirigeants du groupe.
Le procès de la Cagoule eut lieu en 1948. Le 8 novembre 1948, Léon Blum lui-même dépose à la barre des témoins. La plupart des cagoulards sont acquittés, les plus compromis sous l’Occupation sont condamnés aux travaux forcés.
Eugène Schueller, alors patron du groupe L'Oréal, un soutien inconditionnel d'Eugène Deloncle et de Marcel Déat, collaborationnistes notoires, n'est cependant pas inquiété à la Libération, ayant donné des gages à la Résistance comme au régime de Vichy, ce qui lui permet de mettre le fils d'Eugène Deloncle, Louis Deloncle, à l'abri des poursuites.

## Historiographie

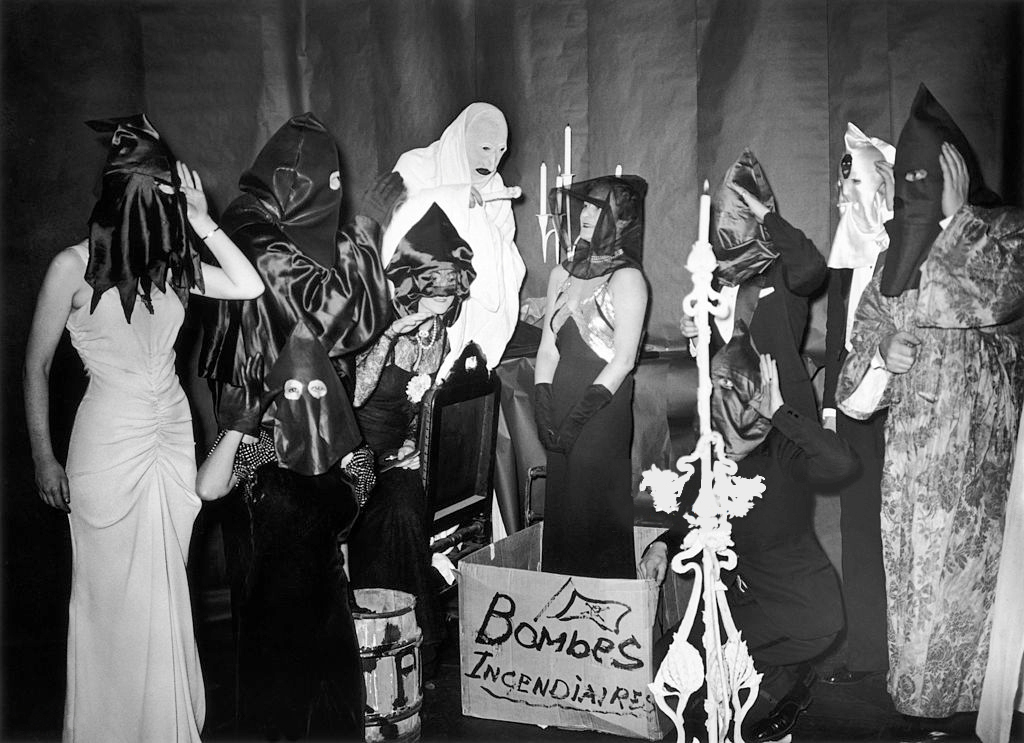
Mascarade mondaine singeant la Cagoule après les révélations du gouvernement en 1937.

Les principales sources sur la Cagoule sont les archives du procès, conservées aux archives municipales de Paris, les dossiers de police et de justice, conservés aux Archives nationales, aussi bien au site de Fontainebleau qu'à celui de Pierrefitte-sur-Seine, les archives de Xavier Vallat, avocat de plusieurs cagoulards, conservées aux archives municipales de Lyon. On ignore où sont conservés les carnets d'Aristide Dagore, dont Christian Bernadac a publié les principaux extraits[réf. nécessaire].
Annette Finley-Croswhite et Gayle K. Brunelle, deux historiennes américaines qui travaillent depuis plusieurs années sur la Cagoule, évoquent des obstacles mis par certains conservateurs aux Archives nationales, pour accéder aux dossiers qu'un jeune conservateur leur avait signalé. On regrette aussi la disparition des mémoires de Pierre Mondanel, le policier qui a démantelé la Cagoule, manuscrit déposé après son décès par sa famille à la Bibliothèque nationale.
Tout en évoquant une supposée « omerta » des historiens français au sujet de la Cagoule, l'essayiste Michel Rateau propose une relecture de l'histoire de l'Osarn, selon lui émanation ultime d'un complot politico-militaire visant à une prise de pouvoir contrôlée de l'État républicain, en vue de le réformer. Cette conjuration aurait été approuvée et appuyée par les plus hauts gradés des forces armées et certains dirigeants politiques (dont le président du Conseil André Tardieu). D'après l'auteur, l'intervention armée à laquelle se préparent les troupes de l'Osarn (Deloncle) et de l'UCAD (Duseigneur) s'intègrerait ainsi aux divers plans de défense contre-insurrectionnels élaborés par les autorités militaires en cas de soulèvement communiste, non seulement à Paris mais aussi en province. L'historien Jean-Marc Berlière juge cette « thèse […] stimulante » mais considère qu'elle doit « être approfondie notamment par une recherche dans les différentes archives désormais accessibles ou en passe de l’être (DST, DGSE, SHD ?) ».

## Représentations culturelles

### Bande dessinée
La série en trois tomes La Cagoule, un fascisme à la française scénarisée par Emmanuel Herzet et Vincent Brugeas et dessinée par Damour est une enquête policière sur l'organisation éponyme.
Dans le tome neuf de Louis la Guigne, le personnage principal se retrouve confronté à des membres de la Cagoule.
Les Mystères de la Troisième République scénarisés par Philippe Richelle et dessinés par Pierre Wachs s'intéressent à la Cagoule.